# Hobergssjön, Lappland
Hobergssjön är en sjö i Åsele kommun i Lappland och ingår i Ångermanälvens huvudavrinningsområde. Sjön har en area på 0,0854 kvadratkilometer och ligger 354,5 meter över havet.

## Delavrinningsområde
Hobergssjön ingår i det delavrinningsområde (710001-157815) som SMHI kallar för Inloppet i Djupsjön. Medelhöjden är 361 meter över havet och ytan är 32,94 kvadratkilometer. Det finns inga avrinningsområden uppströms utan avrinningsområdet är högsta punkten. Bredvattenbäcken som avvattnar avrinningsområdet har biflödesordning 3, vilket innebär att vattnet flödar genom totalt 3 vattendrag innan det når havet efter 196 kilometer. Avrinningsområdet består mestadels av skog (69 procent) och sankmarker (23 procent). Avrinningsområdet har 1,25 kvadratkilometer vattenytor vilket ger det en sjöprocent på 3,8 procent.